# Liste der Monuments historiques in La Chapelle-Chaussée
Die Liste der Monuments historiques in La Chapelle-Chaussée führt die Monuments historiques in der französischen Gemeinde La Chapelle-Chaussée auf.

## Liste der Bauwerke
| Bezeichnung | Beschreibung                  | Standort | Kennzeichnung | Schutzstatus | Datum | Bild |
| ----------- | ----------------------------- | -------- | ------------- | ------------ | ----- | ---- |
| Schloss     | Erbaut im 16./17. Jahrhundert | (Lage)   | PA00090521    | Inscrit      | 1966  |      |

## Liste der Objekte
- Monuments historiques (Objekte) in Chapelle-Chaussée in der Base Palissy des französischen Kultusministeriums